# Síndrome de dolor miofascial
El síndrome de dolor miofascial (SDM) se define como el conjunto de signos y síntomas, sensoriales, autonómicos y motores provocados por un punto gatillo (PG). Estos puntos suelen ir acompañados de otros trastornos que afectan al sistema musculoesquelético, además de llevar implícitos aspectos de índole psicológica y social, así como la existencia de numerosos factores activadores y perpetuadores del problema. Todos ellos en su conjunto forman parte del mencionado síndrome.
El síndrome de dolor miofascial es reconocido como una fuente de dolor frecuente y habitual por gran cantidad de profesionales en el ámbito de la salud, encontrándose una prevalencia muy elevada que da cuenta de la magnitud del problema. Los puntos gatillo son responsables de algún episodio de dolor en prácticamente todos los adultos en algún momento de su vida.
Su clínica consta de dolor musculoesquelético local y referido, alteraciones vegetativas, propioceptivas y viscerales, rigidez muscular que entorpece el movimiento y que se acompaña con frecuencia de dolor, trastornos motrices como debilidad muscular, espasmos tónicos y calambres musculares y posiblemente signos en los tejidos cutáneos.
En su diagnóstico, se debe definir en qué músculo  está situado el punto o los puntos gatillo que producen los síntomas. Puede ser debido a un punto o varios localizados en un único músculo, en cuyo caso se denomina SDM monomuscular o de músculo aislado. Sin embargo, lo más  habitual es la existencia de un SDM provocado por varios puntos gatillo situados en un grupo muscular de una o varias regiones anatómicas.
Esta patología tiene aspectos en común en cuanto a su clínica con la fibromialgia, incluso algunos puntos dolorosos de esta coinciden con puntos gatillo. De cualquier manera, es frecuente que un paciente con fibromialgia presente también síndrome de dolor miofascial, mientras que este hecho no se da a la inversa.
Su diagnóstico se realiza fundamentalmente mediante la exploración física, a pesar de que existan otros métodos como la electromiografía, lo que provoca dificultades en cuanto a la estandarización del diagnóstico clínico y genera dudas sobre su fiabilidad y validez. Por esta razón no se encuentra a día de hoy (año 2020) reflejada en el catálogo internacional de enfermedades.

## Etiopatogenia
La causa del síndrome de dolor miofascial se debe a la presencia de puntos gatillo, los cuales se definen como una zona hiperirritable en el músculo esquelético vinculada a un nódulo palpable situado en una banda tensa también palpable de una fibra muscular. Este punto reproduce los síntomas dolorosos al ser deformado mecánicamente, ya sea al estirar las fibras musculares, comprimiéndolo, realizando una contracción del músculo o mediante otros estímulos. Es de señalar que se ha descrito la presencia de estos puntos en lugares ajenos al tejido muscular, pudiendo generarse  en cualquier lugar del cuerpo que contenga nociceptores y por esta razón se distingue entre puntos gatillo miofasciales (PGM) que se localizarían en el músculo, la fascia, el tendón o en las inserciones miotendinosas o tenoperósticas y los puntos gatillo no miofasciales (PGMN) cuando se encuentran en otros tejidos como ligamentos, periostio, piel, cicatrices, etc. A su vez, atendiendo a la clínica que provocan los puntos gatillo, se clasifican en puntos gatillo activos y puntos gatillo latentes. Ambos provocan disfunción, pero solo los puntos gatillo activos pueden desarrollar el característico dolor referido del SDM de forma espontánea, mientras que los latentes lo generan únicamente a la palpación. Sin embargo, ambos tipos provocan debilidad muscular, descoordinación entre músculos agonistas y antagonistas y acortamiento muscular entre otros síntomas si bien la mayor disfunción la producen los puntos gatillo activos.
Como mecanismos activadores de estos puntos gatillo y por lo tanto causantes del SDM se han descrito factores como la sobrecarga mecánica, a la que puede someterse la musculatura debido a la práctica de alguna actividad con contracciones forzadas, así como los estiramientos forzados más allá de la longitud normal del músculo. También puede provocarlos la contracción mantenida durante largo tiempo de un mismo grupo muscular, por ejemplo en posturas corporales mantenidas (trabajo frente al ordenador, malas posturas al dormir, etc.) o el trabajo repetitivo. Otros mecanismos de activación que se han investigado pueden ser el traumatismo directo o los cambios de temperatura, ya que el mecanismo de termorregulación contra el frío produce vasoconstricción y contracción muscular, fenómenos vinculados a la génesis de los puntos gatillo. También los activan las radiculopatías o el estrés emocional.
Un punto gatillo activo puede activar otros satélites localizados en distintos lugares, por lo que el problema no se atajará hasta ser tratado el principal.

## Signos y síntomas

### Dolor referido
Es el síntoma más característico del síndrome de dolor miofascial. Se trata de dolor localizado en otras áreas ajenas al lugar donde se sitúa el punto gatillo, causante del problema. Existen  estudios en los cuales se muestran los patrones más habituales de dolor referido que producen los distintos puntos gatillo en cada músculo. No obstante, debido a la superposición de diferentes dolores referidos procedentes de otras estructuras profundas, además de otras causas, es muy difícil encontrar la estructura que da origen al dolor basándose solo en su distribución. No obstante, puede servir de guía en el diagnóstico.
El resto de síntomas del síndrome de dolor miofascial también se presentan habitualmente de manera referida como parestesias, alteraciones viscerales y de equilibrio, acufenos, etc.

### Dolor local
Lo más habitual es que un punto gatillo no provoque espontáneamente dolor local, sino que por el contrario es más probable que genere sintomatología en lugares distintos de los de su localización, por lo que si este se intenta buscar en la zona de síntomas existe una probabilidad muy alta de equivocarse. Atendiendo a los patrones de dolor referido descritos por los autores Travell y Simons, solo en un 27 % de los casos la localización del punto gatillo coincide con la zona de dolor referido, por lo que existen casi un 75 % de patrones en los que no se produce dolor local. No obstante, sí se puede provocar dolor local mediante el estímulo mecánico del punto gatillo, ya sea estirando el músculo, contrayéndolo o comprimiendo la zona del punto. De esta manera, además de desencadenar dolor local, también se reproduce el dolor referido del paciente, por lo cual el estímulo mecánico es de utilidad diagnóstica.

### Alteraciones propioceptivas, vegetativas y viscerales
Se han observado en la zona de dolor referido, alteraciones como vasoconstricción localizada, efectos pilomotores y sudoración excesiva, que son atribuibles al sistema nervioso autónomo. Si esta zona se sitúa en la cabeza, también se ha descrito además lagrimeo, coriza, salivación y enrojecimiento de la conjuntiva.
Por su parte las alteraciones propioceptivas que se han encontrado son desequilibrio, mareo, tínnitus y alteraciones de la percepción del peso de los objetos.
Asimismo determinados puntos gatillo pueden ser responsables de tos seca e irritativa o visión borrosa.
Otros síntomas que se han descrito son alteraciones somatoviscerales como arritmias, ardor de estómago, enuresis, vómitos, diarrea, estreñimiento, etc.
Sobre que se produzcan todos estos síntomas solo hay constatación clínica, pues apenas hay evidencias científicas que lo avalen.

### Restricción de la movilidad
Existe una tensión anómala en las bandas tensas musculares o de otras estructuras que alojan los puntos gatillo, por lo que el movimiento de una determinada articulación en la cual actúe el músculo o grupo muscular afectado estará restringido además de ser doloroso al estiramiento.

### Rigidez
Se define como inflexibilidad que se manifiesta clínicamente como dificultad para iniciar un determinado movimiento después de un periodo de reposo. Con frecuencia viene acompañado de dolor.

### Trastornos motrices
Los puntos gatillo conducen a una inhibición refleja del músculo donde están situados y por tanto a una debilidad muscular que se desarrolla sin atrofia, aumentando su fatigabilidad. Esta circunstancia es un factor perpetuador de los puntos gatillo, puesto que se ha demostrado que cuanta menos tolerancia tiene la musculatura al ejercicio y se fatiga con mayor facilidad, hay más posibilidades de que sufra SDM.
Otra manifestación causada por la inhibición provocada por los puntos gatillo, consiste en la debilidad del reflejo osteotendinoso que se observa en determinados músculos y que desaparece a los pocos minutos de la inactivación de esos puntos gatillo.
También se ha descrito un patrón de activación incorrecto de la musculatura sinérgica provocado por puntos gatillo miofasciales, de manera que durante la contracción aumentan la amplitud la función de la musculatura antagonista y una merma en la activación de la inhibición recíproca.
Asimismo se ha observado un patrón de inhibición muscular referido, de manera que por ejemplo un punto gatillo en el infraespinoso puede inhibir la acción del deltoides.

### Espasmo muscular
El espasmo muscular es una contracción muscular involuntaria. Existen varios tipos de espasmos, de manera que los puntos gatillo y por lo tanto el síndrome de dolor miofascial, se relacionan con espasmos de tipo tónico, es decir, que persisten a lo largo de un tiempo. También se vinculan con calambres musculares, es decir, con contracciones involuntarias y dolorosas que ocurren de manera transitoria.
La presencia de puntos gatillo en un músculo lo predispone a la aparición de calambres.

### Signos en los tejidos cutáneos y subcutáneos
Algunos autores han vinculado los puntos gatillo con la aparición de dermografismo, especialmente en la zona del tronco y el cuello, aunque también con menos frecuencia en las extremidades. No obstante, esto no ha podido ser demostrado de forma concluyente. También se ha descrito paniculosis en la piel que recubre el músculo afectado, la cual se caracteriza por un aumento de la consistencia de la misma y del tejido subcutáneo. Esta se ha vinculado con la actividad del sistema nervioso autónomo como causa etiopatogénica. Sin embargo, por ser la paniculosis demasiado variable apareciendo en unos pacientes mientras que en otros no, así como ser encontrada también en otras circunstancias se considera que no es un atributo exclusivo de los puntos gatillo y por tanto del síndrome de dolor miofascial.

## Diagnóstico
El diagnóstico de los puntos gatillo que desencadenan el síndrome de dolor miofascial se realiza fundamentalmente mediante la palpación a pesar de existir otros medios más precisos como la electromiografía. En cualquier caso, su discutida fiabilidad interexaminador e intraexaminador y la ausencia de una validez probatoria de estos frente a un gold estándar hacen de su diagnóstico discutido.
Los criterios diagnósticos citados por los autores se clasifican en dos grupos, los esenciales y las observaciones confirmatorias.

### Criterios esenciales
- Banda tensa palpable cuando el músculo es accesible
- Dolor local con la presión de un nódulo o punto gatillo de la banda tensa
- Reconocimiento  del paciente de su dolor habitual al presionar sobre el punto gatillo
- Limitación dolorosa de la amplitud de movilidad al estiramiento completo

### Observaciones confirmatorias
- Aparición de una respuesta de espasmo local apreciable a la palpación (Se considera signo patognomónico)
- Respuesta de espasmo local debida a la inserción de una aguja en el punto gatillo (Se considera signo patognomónico)
- Dolor o alteración de la sensibilidad al comprimir el punto gatillo en la distribución previsible para ese músculo
- Actividad eléctrica espontánea al realizar una prueba de electromiografía en un punto gatillo

### Otras pruebas diagnósticas
- Electromiografía de aguja
- Microdiálisis
- Resonancia magnética elastográfica
- Ecografía
- Electromiografía de superficie

## Tratamiento
Ciertas técnicas fisioterapéuticas para liberar los denominados puntos gatillo pueden ser efectivas para tratar el dolor a corto plazo. Algunos estiramientos y ejercicios suaves también pueden ayudar a recuperar la gama completa de movimientos y mejorar la coordinación motora. Una vez los puntos gatillo han desaparecido, se puede empezar a realizar ejercicios de fortalecimiento muscular para el sistema muscular local.
La liberación miofascial, que implica la manipulación suave y el masaje de la fascia, puede mejorar o remediar la afección.
Un metaanálisis llegó a la conclusión de que la acupuntura y punción seca apuntaba a ser un complemento útil añadido a las terapias estándar establecidas, pero la baja calidad y cantidad de los estudios realizados no permitían llegar a una conclusión confiable.
El tratamiento de la postura y la ergonomía puede producir alivio en las primeras fases del tratamiento. Se ha demostrado que los ejercicios de estiramiento suaves y sostenidos dentro del rango de movimiento cómodo han logrado reducir los síntomas. La actividad regular y moderada también se recomienda.